# Sydnytt
Sydnytt var ett regionalt nyhetsprogram från SVT som sändes från Malmö. Det riktade sig till Skåne län och Blekinge län. Sydnytt hade även en lokalredaktion i Karlskrona som främst arbetade med editionen Blekingenytt. Programmet startade i november 1970 och var det första regionala nyhetsprogrammet i svensk TV. Initiativtagare var den legendariske radio- och TV-chefen i Malmö Gunnar Ollén. Den 12 april 2015 ersätts Sydnytt av tre regionala nyhetsprogram: SVT Nyheter Blekinge, SVT Nyheter Skåne och SVT Nyheter Helsingborg.

## Historik
Sydnytt sändes första gången i TV2 den 2 november 1970 klockan 18.55 (före TV-nytt och Rapport). Nyhetsuppläsare var Bo Sigheden och det knappt fem minuter långa programmet bestod i huvudsak av telegramläsning. Nyhetsprogrammet har genom åren varierat i längd och periodicitet från tre minuter till en halv timma. Programmet var tidigt ute med nyhetsrapportering på webben. Redaktionen har också producerat magasinsprogram såsom Sydsvenska Journalen (Kultur- och underhållning) och Öresundsmagasinet (i samarbete med danska TV2 Lorry).

## Programledare
Programledare för Sydnytt genom tiderna:
- Inger Ljung
- Bernard Mikulic
- Per Ingvarsson
- Fredrik Önnevall
- Gunilla Fritze
- Olof Engvall
- Ulrika Midunger
- Lotten Bruun
- Pelle Thörnberg
- Helena Bohm-Nilsson
- Johanna Jacobsson
- Ann-Marie Rauer
- Boo Thorin
- Julia Thorfinn
- Tomas B Olsson
- Olle Palm
- Susanne Nord
- Ivan Loftrup-Ericson
- Lillemor Birgersson
- Jane Andersson
- Lena Wemar
- Annelie Sandström
- Mikael Petrovic Wågmark
- Harald Treutiger
- Christer Åström
- Anita Jekander

med flera.